# Rubén M. Jaramillo
Rubén M. Jaramillo är en ort i Mexiko.   Den ligger i kommunen Sayula de Alemán och delstaten Veracruz, i den sydöstra delen av landet, 500 km öster om huvudstaden Mexico City. Rubén M. Jaramillo ligger 50 meter över havet och antalet invånare är 175.
Terrängen runt Rubén M. Jaramillo är platt. Runt Rubén M. Jaramillo är det glesbefolkat, med 10 invånare per kvadratkilometer. Närmaste större samhälle är Venustiano Carranza, 14,1 km öster om Rubén M. Jaramillo. Omgivningarna runt Rubén M. Jaramillo är en mosaik av jordbruksmark och naturlig växtlighet.